# Tienimi il posto
Tienimi il posto è il quarto album in studio della cantautrice pugliese Erica Mou, pubblicato nel 2015.

## Tracce
1. Sottovoce – 3:23
2. Come mi riconosci – 3:32
3. Indispensabile – 3:45
4. Niente di niente – 2:45
5. Ho scelto te – 2:50
6. Le macchie – 3:26
7. Che pioggia – 2:39
8. Quando eravamo piccoli – 3:30
9. Se mi lasciassi sola – 2:29
10. Biscotti rotti – 2:24
11. Non sapevo mai mentirti – 3:09
12. Depositami sul fondo – 4:16
13. Tienimi il posto – 3:27